# Поца-Сан Марко (Л'Аквила)
Поца-Сан Марко (итал. Pozza-San Marco) је насеље у Италији у округу Л'Аквила, региону Абруцо.
Према процени из 2011. у насељу је живело 428 становника. Насеље се налази на надморској висини од 742 м.